# МТПК-1
МТПК-1 — универсальный минно-торпедный противолодочный комплекс. Был принят на вооружение ВМФ СССР в 1983 году для поражения малошумных атомных подводных лодок. По боевым возможностям он превзошел мину-торпеду «Кэптор». Главный конструктор Павлыга Г А

## ТТХ
- Общая длина:
- Диаметр:
- Вес: 1850 кг.
- Дальность хода торпеды: 4000 м.
- Скорость хода торпеды:
- Вес боевой части торпеды:
- Наведение торпеды:
- Траектория торпеды до захвата цели:
- Глубина постановки мины: от 200 до 400 м.